# Agaocephala inermicollis
Agaocephala inermicollis är en skalbaggsart som beskrevs av Gilbert John Arrow 1914. Agaocephala inermicollis ingår i släktet Agaocephala och familjen Dynastidae. Inga underarter finns listade i Catalogue of Life.